# كلوديا كول

كلوديا كول (مواليد 17 مايو 1965) هي ممثلة إيطالية، أشتهرت لدورها في فيلم كل السيدات تفعل ذلك.

## روابط خارجية
- كلوديا كول على موقع IMDb (الإنجليزية)
- كلوديا كول على موقع أول موفي (الإنجليزية)
- كلوديا كول على موقع قاعدة بيانات الفيلم (الإنجليزية)